# Mahayag
Mahayag là một đô thị cấp ba ở tỉnh Zamboanga del Sur, Philippines. Theo điều tra dân số năm 2000, đô thị này có dân số 42.,462 người trong 8.026 hộ.

## Các đơn vị hành chính
Mahayag, về mặt hành chính, được chia thành 29 khu phố (barangay).
| - Bag-ong Balamban - Bag-ong Dalaguete - Boniao - Delusom - Diwan - Guripan - Kaangayan - Kabuhi - Lourmah (Lower Mahayag) - Lower Salug Daku - Lower Santo Niño - Malubo - Manguiles - Marabanan (Balanan) - Panagaan | - Paraiso - Pedagan - Poblacion (Upper Mahayag) - Pugwan - San Isidro - San Jose - San Vicente - Santa Cruz - Sicpao - Tuboran - Tulan - Tumapic - Upper Salug Daku - Upper Santo Niño |

## Hình ảnh

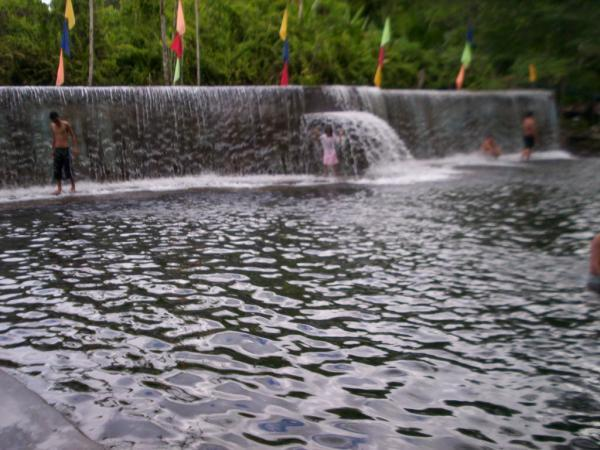
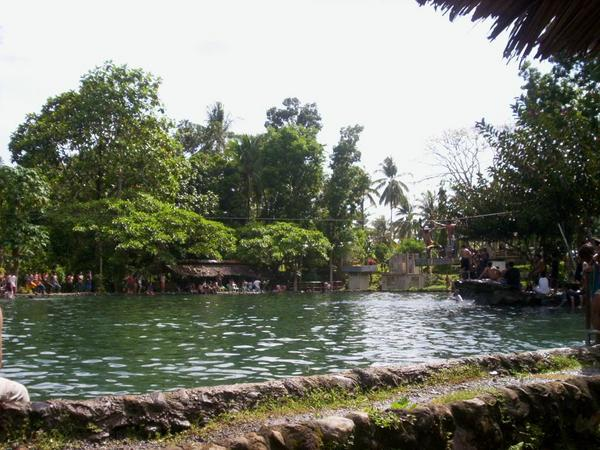
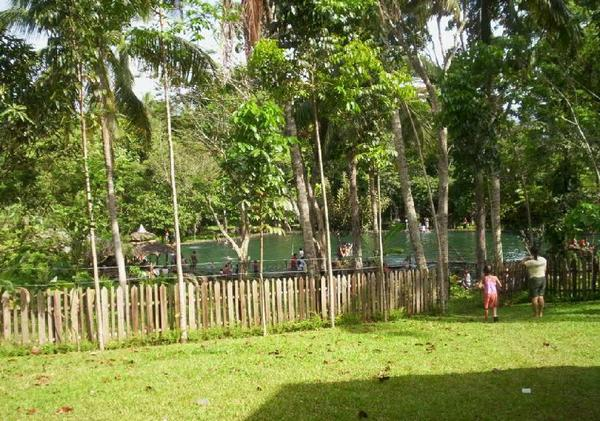